# Alfred Le Roux
Pour les articles homonymes, voir Le Roux.
Paul, Augustin, Alfred Le Roux, né à Paris le 11 décembre 1815 et mort à Paris 16e le 1er juin 1880, est un banquier et homme politique français, député de la Vendée et ministre de l'agriculture et du commerce.

## Biographie
Son père, Julien Anne Le Roux, banquier parisien originaire de Nozay (Loire-Inférieure), avait acquis en 1818 les bâtiments de l'ancienne abbaye royale de Saint-Michel-en-l'Herm, dans le marais poitevin, et une grande partie des marais qui en dépendaient, après que ces propriétés eurent initialement été vendues comme biens nationaux ; sa mère, Delphine Lefranc, est d'une famille d'imprimeur-libraire. Son frère, Jules Le Roux, sera de son côté consul général en Suède et en Norvège.
Prenant la direction de la banque familiale à partir de 1848, Alfred Le Roux devient président de la Compagnie des chemins de fer de l'Ouest, du Syndicat des Chemins de fer, de la Société générale pour le développement du commerce et de l'industrie et de la compagnie d'assurances La Paternelle.
Il est élu conseiller général du canton de L'Hermenault (Vendée). Bonapartiste, il prend aussitôt la présidence du conseil général de la Vendée, poste qu'il occupe sans discontinuer de 1852 jusqu’en 1870. Il est député de la 2e circonscription de ce département de 1852 à 1870, puis de 1877 à 1879.
Il est vice-président du Corps législatif en 1863 et en 1869, et ministre de l'Agriculture et du Commerce du 17 juillet 1869 au 2 janvier 1870 dans le Gouvernement Louis-Napoléon Bonaparte (4).
Il meurt le 1er juin 1880 à Paris et est inhumé au cimetière du Père-Lachaise (35e division).
Marié avec Charlotte Tattet, fille de l'agent de change parisien Pierre Frédéric Ferdinand Tattet, il est le père de Paul Le Roux, député puis sénateur de la Vendée, et le beau-père du marquis Raymond Le Lièvre de La Grange, membre du service d'honneur de Napoléon III.

## Œuvres
- L'Herbier, Paris, Raymond-Bocquet, 1842, X-381 p.
- Edouard Aubert (roman), Paris, Charles Gosselin, 1843, 255 p.
- Henriette, Paris, impr. de Walder, 1866, 203 p.
- Enquête agricole, Deuxième série. Enquêtes départementales. 7e circonscription, Ministère de l'agriculture, Paris, 1867
- Poésies inédites, Paris, impr. de l'Œuvre de Saint-Paul, 1882, 152 p.

## Distinctions
- Grand officier de la Légion d'honneur
- Grand-croix de l'ordre d'Isabelle-la-Catholique
- Officier de l'Instruction publique

## Sources
- « Alfred Le Roux », dans Adolphe Robert et Gaston Cougny, Dictionnaire des parlementaires français, Edgar Bourloton, 1889-1891 [détail de l’édition]